# Kirchenlied (Gesangbuch)

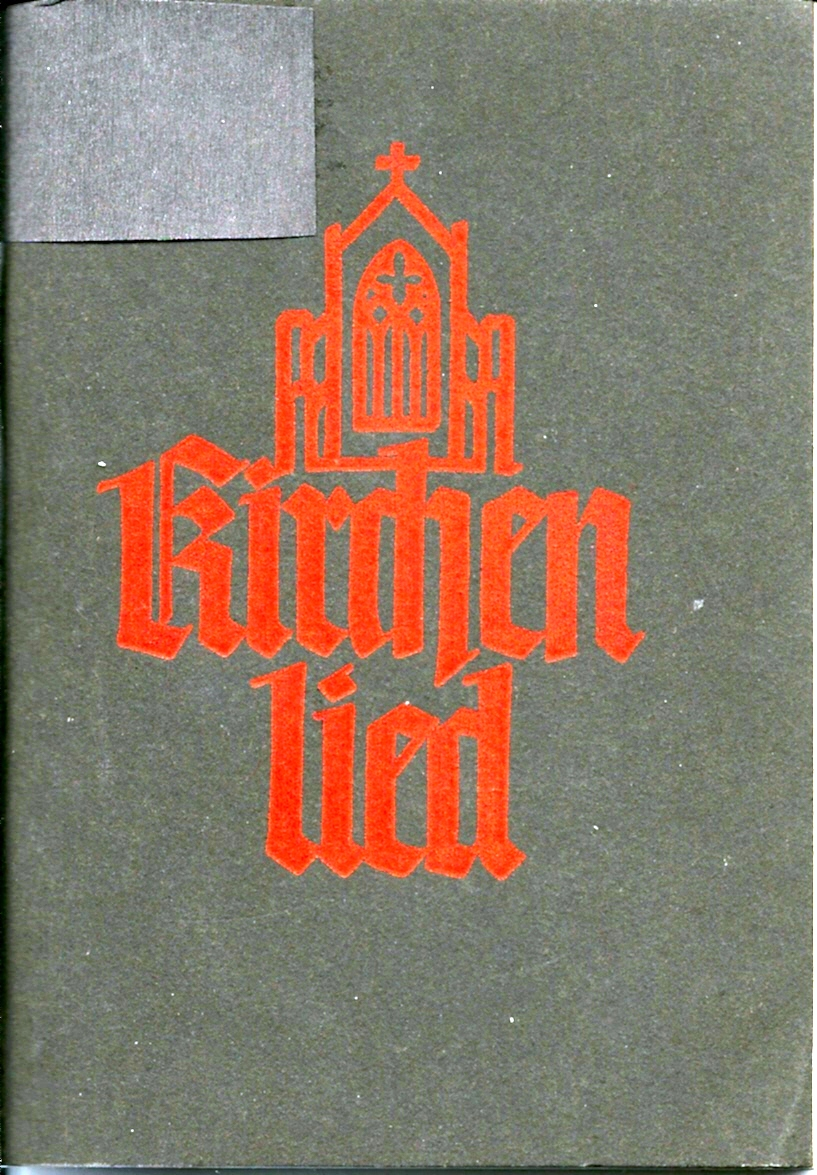
Kirchenlied: Titelblatt der Textausgabe (2. Auflage, 1938)

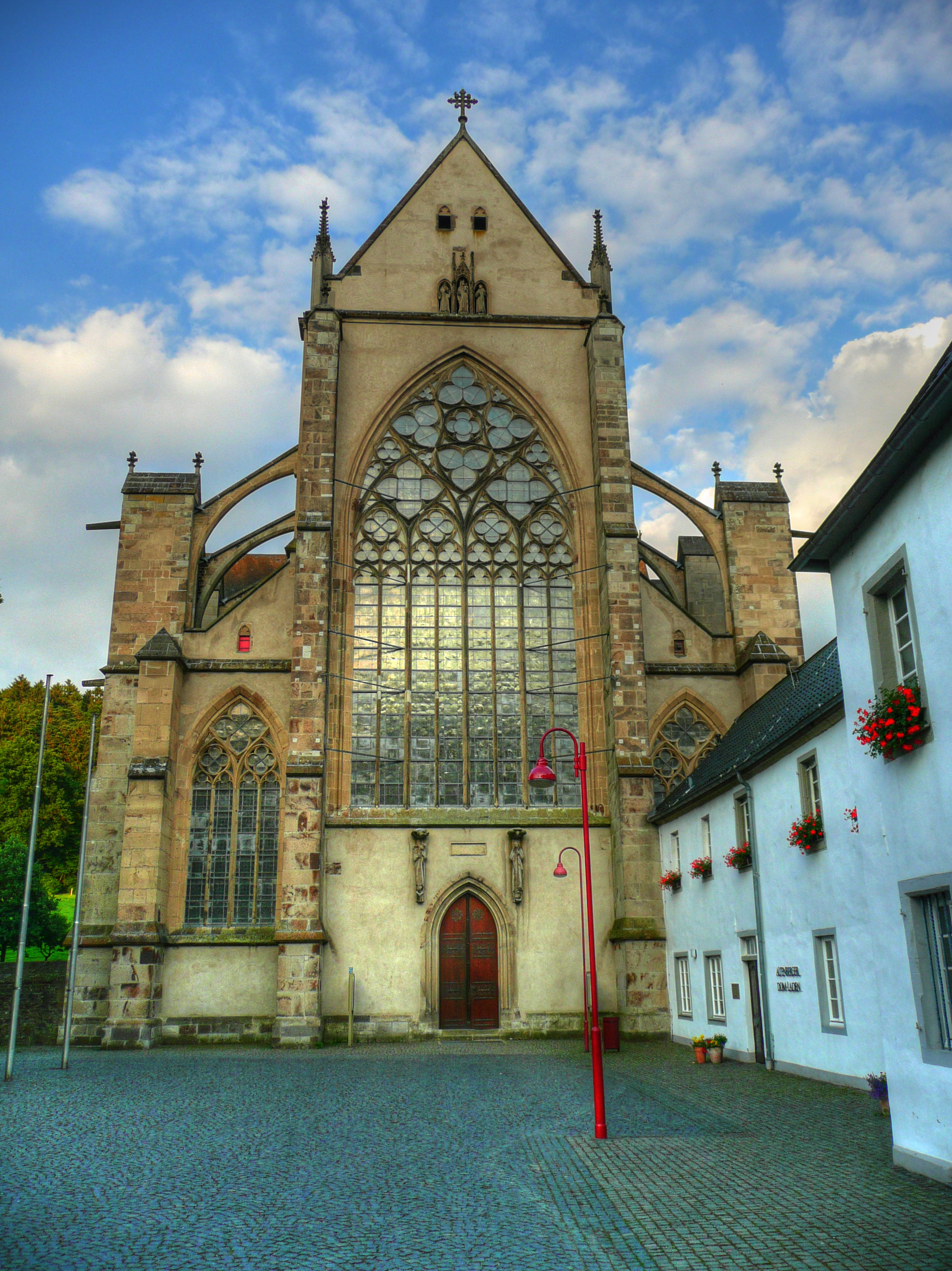
Die Vorlage: Westfassade des Altenberger Domes, rechts „Haus Altenberg“, damalige Schulungsstätte des katholischen Jungmännerverbands

Kirchenlied hieß ein 1938 erstmals erschienenes römisch-katholisches Gesangbuch. Es war eine Sammlung von 140 älteren und neuen Kirchenliedern aus verschiedenen Epochen und hatte große Bedeutung für die Entstehung und Verbreitung eines einheitlichen Liedgutes im deutschsprachigen Katholizismus im 20. Jahrhundert.

## Zeitgeschichtlicher Hintergrund
Bei der Ausbreitung der liturgischen Bewegung in Deutschland in der ersten Hälfte des 20. Jahrhunderts spielten die katholischen Jugendverbände – allen voran Quickborn, Bund Neudeutschland (ND) und Katholischer Jungmännerverband (KJMV) unter Führung von Bundespräses Prälat Ludwig Wolker – eine große Rolle. Dabei stand die tätige Teilnahme (Participatio actuosa) der ganzen Gemeinde bei der Liturgie im Vordergrund. Wichtiges Instrument war dazu die Verwendung der Volkssprache für gemeindliche Elemente der Messfeier zusätzlich und parallel zum Latein der priesterlichen Liturgie, etwa in der Gemeinschaftsmesse. Laien-Messbücher wie der „Schott“ („Volks-Schott“), das „Volksmessbuch“ von Urbanus Bomm und das von Ludwig Wolker 1930 herausgebrachte Heft Kirchengebet, das eine Auflage von 9.242.000 Exemplaren erreichte, verbreiteten die neuen Liturgieformen in ganz Deutschland und darüber hinaus.
Die mit der Jugendbewegung entstandene Jugendmusikbewegung brachte neues Liedgut hervor, auch für den kirchlichen Raum und den Gottesdienst. Das Jugendhaus Düsseldorf, die Verbandszentrale des Katholischen Jungmännerverbandes, gab unter Wolkers Federführung 1928 als Liederbücher des Katholischen Jungmännerverbandes und der Sturmschar Das Singeschiff (später Das gelbe Singeschiff genannt) heraus, 1934 als Fortsetzung – und bearbeitet von Adolf Lohmann und Georg Thurmair – Das Singeschiff. Lieder katholischer Jugend 2. Teil: Das graue Singeschiff. Die konsequente Fortsetzung war 1938 Kirchenlied mit ausschließlich geistlichen Liedern.
Ab 1934 mussten die katholischen Jugendverbände zunehmend Beschränkungen ihrer äußeren Tätigkeit durch das Nazi-Regime hinnehmen. Ab dem 23. Juli 1935 war ihnen durch Polizeiverordnung, zunächst in Preußen, dann im gesamten Reich praktisch jede Betätigung außer der rein-religiösen verboten. Örtlich kam es zu Mitgliederverlusten der Jugendverbände, insgesamt aber wuchs die innere Überzeugung der Jugendlichen, die weiter mitmachten.
Es erwies sich als notwendig, neue organisatorische Formen der Jugendarbeit zu finden. Der Akzent lag auf religiösen Feierstunden, Kundgebungen, Lichterprozessionen und Wallfahrten. Der jährliche Bekenntnissonntag am Christkönigsfest, ab 1936 auch „Glaubensfeiern“ am Dreifaltigkeitssonntag, bekamen von daher einen ganz neuen Stellenwert. Sie fanden häufig auf überörtlicher Ebene statt und richteten sich an alle katholischen Jugendlichen der Kirchengemeinden. Allein im Kölner Dom trafen sich am Christkönigsfest im Oktober 1934 um 5 Uhr morgens 30.000 Jugendliche.
Dabei zeigte sich, dass kaum ein Dutzend Lieder nach Melodie und Text überall in Deutschland bekannt waren, und es entstand ein großer Bedarf an einheitlichem altem und neuem Liedgut. Dies griff Ludwig Wolker auf und brachte im Jugendhaus Düsseldorf die Arbeit an einer neuen Liedersammlung auf den Weg.

## Entstehungsgeschichte

### Herausgeber
Das Liederbuch wurde herausgegeben von Josef Diewald, Adolf Lohmann und Georg Thurmair und erschien 1938, zunächst im Verlag Jugendhaus Düsseldorf mit dem Untertitel „Eine Auslese geistlicher Lieder für die Jugend“. Ab der vierten Auflage lautete der Untertitel, wegen des großen Erfolges des Werks über den Bereich der kirchlichen Jugendarbeit hinaus, „Eine Auslese geistlicher Lieder“, und Kirchenlied erschien im Christophorus-Verlag in Freiburg und Berlin, damals eine Tochtergesellschaft des katholischen Herder-Verlags.
Der Verlag Jugendhaus Düsseldorf war dem Jugendhaus Düsseldorf angegliedert. Er veröffentlichte Zeitschriften und Liederbücher für die katholische Jugendarbeit, wurde mit dem Jugendhaus seit 1935 von der Geheimen Staatspolizei beobachtet und vorübergehend geschlossen. Daher war vorsorglich bereits 1935 der Christophorus-Verlag gegründet worden. Mit der endgültigen Schließung des Jugendhauses am 6. Februar 1939 wurden auch die Publikationen des Verlags beschlagnahmt. Führende Kräfte des Jugendhauses gingen nach dessen Schließung als freie Mitarbeiter zum Christophorus-Verlag, so Georg Thurmair und Adolf Lohmann, Mitherausgeber Josef Diewald wurde ab dem 15. April 1939 Verlagsleiter im Christophorus-Verlag.
Adolf Lohmann, Lehrer in Düsseldorf und Goch, war ein Vertreter der Jugendmusikbewegung und stand für den musikalischen Teil von Kirchenlied, auch als Komponist mehrerer Lieder und zahlreicher Tonsätze. Georg Thurmair, Dichter und Schriftsteller, war im textlichen Bereich tätig und ist mit 10 von ihm gedichteten Liedern im Kirchenlied vertreten. Josef Diewald schließlich kümmerte sich um den organisatorischen Bereich. An 55 Redaktionssitzungen nahmen neben den Herausgebern und Ludwig Wolker unter anderem Johannes Maaßen, Alfons Brands und Johannes Dischinger teil. Die graphische Gestaltung stammt von Alfred Riedel, dem „Schriftkünstler“ des Verlags Jugendhaus Düsseldorf und dann des Christophorus-Verlags.
Auch wenn die Initiative zum Kirchenlied vom Jugendhaus Düsseldorf und Prälat Wolker ausging und das Buch die kirchliche Druckerlaubnis besaß, erschien Kirchenlied nicht im offiziellen Auftrag der deutschen Bischöfe und nicht in „amtskirchlicher“, sondern privater Herausgeberschaft.

### Arbeitsweise
Die Arbeitsgruppe um die Herausgeber von Kirchenlied sichtete zahlreiche Liedersammlungen und verständigte sich auf eine zeitgemäße Auswahl. Dabei hatten „Urlieder“ mit dem Rang des „Uralt-Erhabenen“ aus dem 16. Jahrhundert oder noch früher einen hohen Stellenwert, während Lieder des 18. und 19. Jahrhunderts als stark „von der Urform abgewichen“ und wegen ihrer „oberflächlichen Haltung“, da sie „mit geringen Änderungen auch irgendwelchen humanitären Richtungen dienen könnten“, abgelehnt wurden. Man hatte einen hohen Anspruch und gleichzeitig Selbstbewusstsein: „Wir sind sehr arm an wirklich guten neuen Liedern“, so Josef Diewald. „Das konjunkturbedingte Lied, etwa die Erzeugnisse eines gewissen Hurra-Katholizismus oder einiger Noten-'Konditoren', können wohl als überwunden gelten. Aus dem Schaffen junger Autoren ist eine kleine Reihe Lieder in das 'Kirchenlied' aufgenommen. Die Versuche mit diesen Liedern in großen Singestunden geben uns Hoffnung, daß sie sich bald über das Reich hin durchsetzen werden.“ Mit den „jungen Autoren“ sind Leute wie Georg Thurmair und Adolf Lohmann gemeint. In ihrer Arbeit wollten die Herausgeber „Brücken schlagen vom Volkslied zur Gregorianik, zum deutschen Kirchenlied, von der Jugendmusik zur Kirchenmusik.“ Allzu weiches, sentimentales Liedgut, wie es in den romantischen und neo-romantischen Liedern des 19. Jahrhunderts als ausgeprägt gesehen wurde, wurde nicht übernommen. Textlich wurde die Betonung eines Wir-Gefühls einer subjektiv-individuellen Frömmigkeit vorgezogen.
Als qualitativ beste galt die jeweils älteste Fassung eines Liedes, die man durch Studium von alten Gesangbüchern und der Kirchenliedforschung zu eruieren suchte, auch wenn das im Einzelfall nicht immer gelungen sein dürfte. Hervorzuheben ist die Tatsache, dass Kirchenlied immer die Quelle für Text und Melodie („Dichtung“ und „Weise“) angab, was in den katholischen Diözesangesangbüchern vor dem Zweiten Weltkrieg sonst nicht üblich war.

### Ausgaben und Auflagen

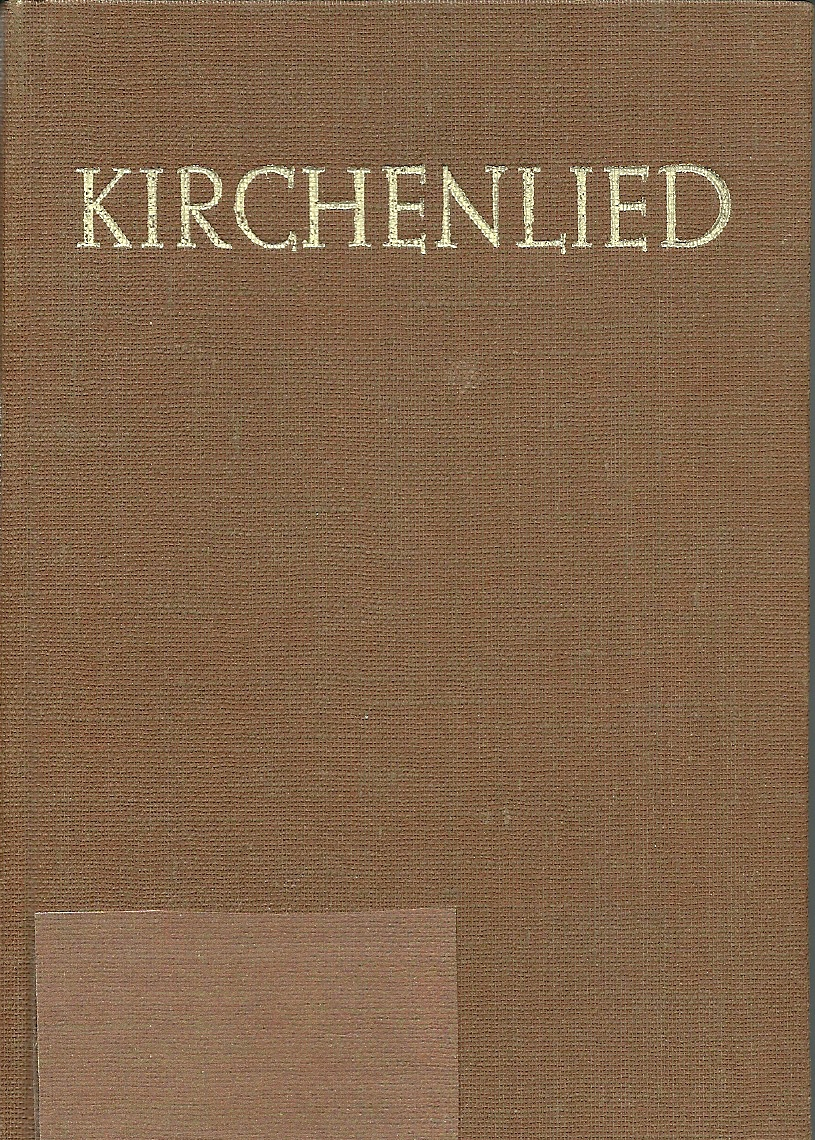
Die Notenausgabe (Leinenumschlag, 1957)

Vom Kirchenlied gab es Textausgaben (80 S., später 83 S.) und Notenausgaben (182 S., später 176 S.). 1938 erschienen, beginnend im Mai, drei Auflagen der Textausgabe im Verlag Jugendhaus Düsseldorf, dann gab es kontinuierlich mindestens 20 weitere Auflagen im Christophorus-Verlag, auch in den Kriegsjahren. Die erste Notenausgabe kam, nachdem vorher einige Notenhefte als Vorabdruck erschienen waren, im Spätherbst 1938 heraus, und zwar zweifach, etwa gleichzeitig im Verlag Jugendhaus Düsseldorf und – wegen der sich abzeichnenden Schließung des Jugendhauses – im Christophorus-Verlag in Freiburg. Mit der Schließung des Jugendhauses beschlagnahmte die Gestapo auch dessen Publikationen. Kirchenlied wurde am 9. August 1939 wieder freigegeben mit der Auflage, dass die Namen der Herausgeber nicht mehr genannt werden durften. Als Grund für die Freigabe wurde angeführt, Kirchenlied sei ein rein religiöses Buch und zudem kein rein katholisches Buch, da es auch 40 protestantische Lieder enthalte.
1945 wurde eine Notenausgabe mit 105.000 Exemplaren und eine Textausgabe mit 100.000 Exemplaren aufgelegt; gerade nach dem Krieg war die Rezeption des Werkes bemerkenswert. Mit einer Auflage von 7.500 Stück erschien 1971 die letzte Notenausgabe, 1972 die letzte Textausgabe mit 5.179 Stück. Insgesamt lässt sich eine Auflagenhöhe von mindestens 1.156.549 Exemplaren rekonstruieren; da Auflagenhöhen erst ab 1942 bekannt sind, dürfte die wirkliche Zahl weit höher gelegen haben.
Bis 1961 folgten die Auflagen weitgehend im unveränderten Nachdruck, ab der Ausgabe von 1962 erschien Kirchenlied teilweise verändert mit dem Untertitel „Eine Auslese geistlicher Lieder. Erster Teil. Neue Ausgabe mit den Fassungen der Einheitslieder“. Die Notenausgabe wurde ab 1952 um ein Choralamt, das Ordinarium der katholischen Messliturgie in Gregorianischem Choral, erweitert.
Die Textausgaben von 1938 bis 1961 trugen die Kirchliche Druckerlaubnis des Erzbischöflichen Generalvikariats in Köln vom 4. April 1938, die folgenden in der Neufassung die des Erzbischöflichen Ordinariats Freiburg vom 28. August 1961. Das Imprimatur für die Notenausgaben von 1939 bis 1961 erteilte Bischof Albert Stohr, Bischof von Mainz und Referent der Fuldaer Bischofskonferenz für Jugendfragen, am 27. Mai 1939, ab dann galt ebenfalls die Freiburger Druckerlaubnis von 1961.
Allen Ausgaben bis in die 1960er-Jahre war ein Vorwort „Zum Geleit!“ von Bischof Albert Stohr vorangestellt, datiert „Karsamstag 1938“, in den meisten Auflagen stand am Schluss ein „Nachwort“ der „Bearbeiter“.

### Gestaltung

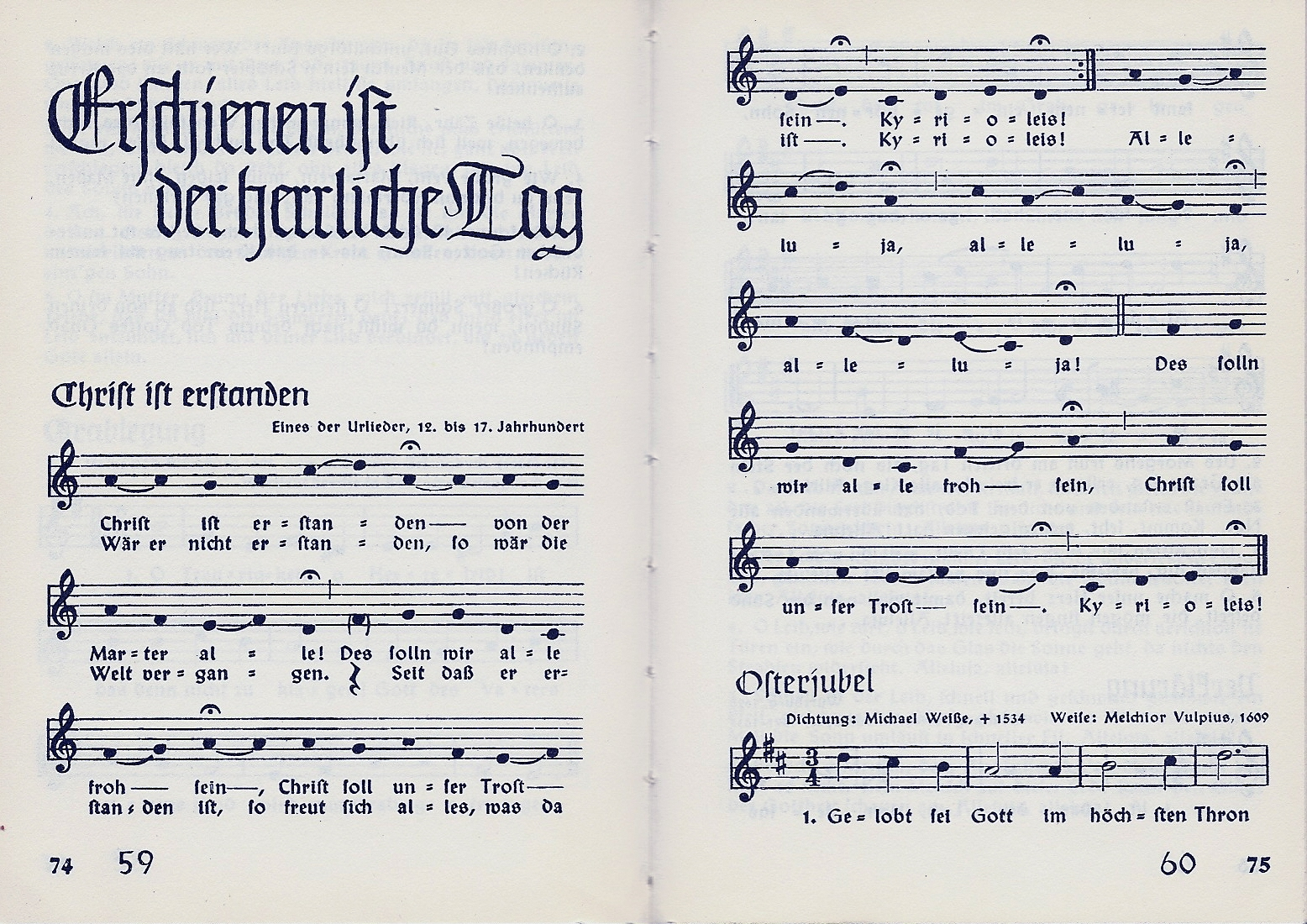
Kirchenlied: Layoutbeispiel in der Gestaltung von Alfred Riedel (Lied 59, S. 74/75)

Die äußere Gestaltung war schlicht, das Format betrug in der Regel 14,5 × 10 cm. Die Textausgaben waren geheftet und hatten einen braunen Pappeinband. Die Notenausgaben gab es auch mit Halbleinen-, Leinen und Ledereinband und teilweise im Zweifarbendruck: Überschriften und Notenlinien in Rot, Noten und Text in Schwarz. Das Schriftbild (den „Buchschmuck“, wie es im Kirchenlied heißt) schuf Alfred Riedel. Die rote Grafik auf dem Titelblatt der Textausgabe ist die stilisierte Kontur des Altenberger Domes bei Köln; das der ehemaligen Zisterzienserkirche benachbarte Haus Altenberg war seit 1926 das Zentrum der katholischen Jugendbewegung in Deutschland. Das Schriftbild des Innenteils ist übersichtlich, die großen Zwischenüberschriften sind reich ausgeschmückt und gliedern das Buch; auf Illustrationen wurde verzichtet. Einige dem gregorianischen Choral entstammende Lieder sind in Rhombusnoten ohne Hals und rhythmischen Wert notiert, auch fehlen Taktstriche.

### Verbreitung
Bereits während der Entstehung von Kirchenlied wurde es in ganz Deutschland den Verantwortlichen in der kirchlichen Jugendarbeit vorgestellt, erstmals auf einer Jugendseelsorger-Tagung in Bad Soden-Salmünster im Oktober 1937 mit Referat und einer „Singestunde“. Nach dem Erscheinen bereisten die drei Herausgeber zusammen mit dem Organisten Heinrich Neuß – von dem auch einzelne Vertonungen von Thurmair-Liedern stammten – ganz Deutschland in sogenannten „Urlaubsfahrten“ und gestalteten Liedandachten, Sprechübungen, Liedeinstudierungen, Liedkatechesen und Gemeindegottesdienste mit dem neuen Liedgut, das auch bei den Jugendwallfahrten zum Altenberger Dom eine große Rolle spielte.

### Verwandte Publikationen

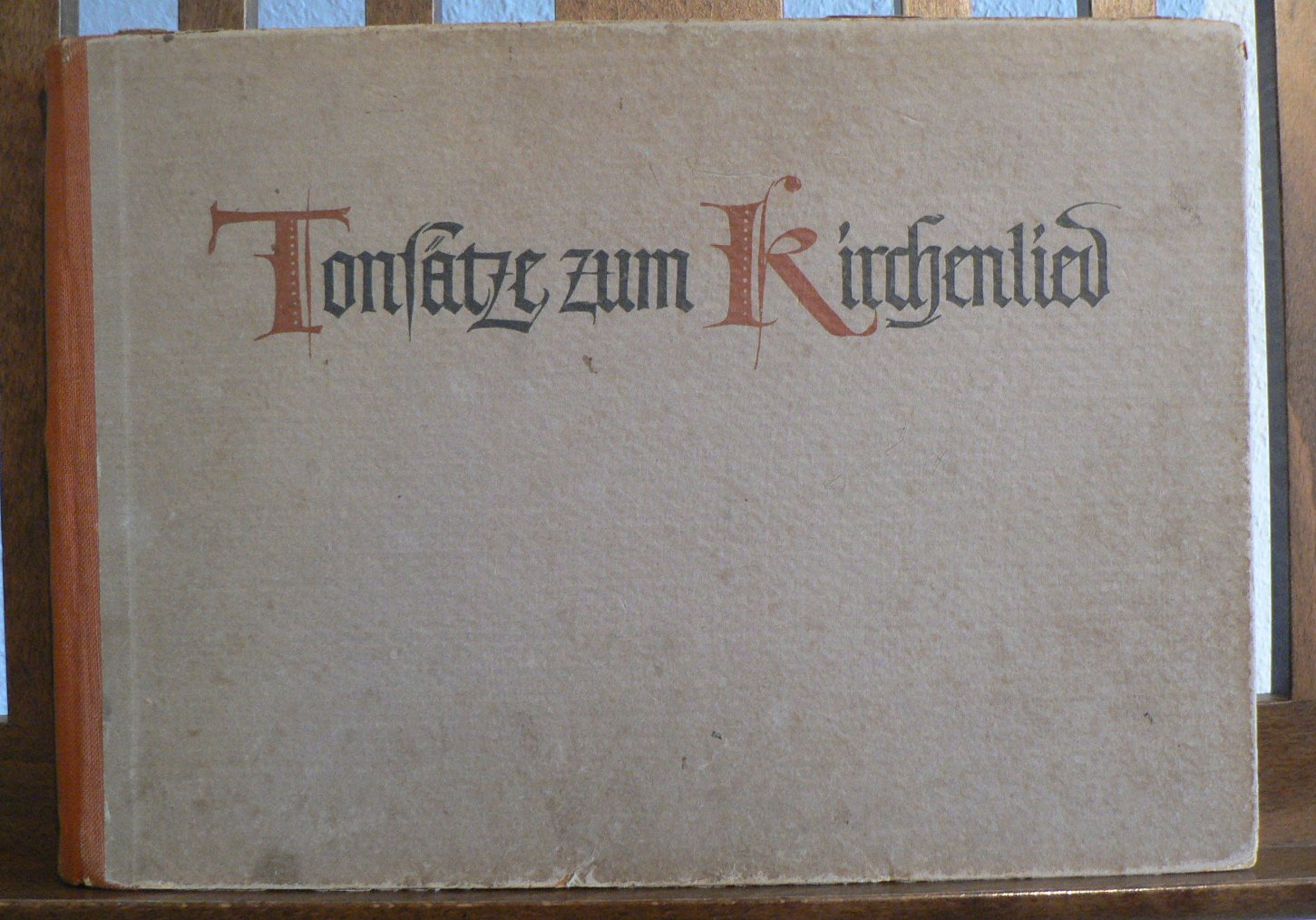
Begleitbuch zum Gesangbuch Kirchenlied

#### Tonsätze zum Kirchenlied
Zwischen 1938 und 1964 erschienen in sechs Auflagen Tonsätze zum Kirchenlied für Tasteninstrumente, vierstimmigen gemischten Chor, Streich- und Blasinstrumente und gleichzeitig eine Orgelausgabe, herausgegeben von Josef Diewald und Georg Thurmair im Christophorus-Verlag. Die Tonsätze stammen überwiegend von Adolf Lohmann und entstanden zwischen 1932 und 1942. Den Notenstich der zweiten Auflage 1948 (Christophorus Verlag Freiburg i.Br., Berlin, Düsseldorf) besorgte Oskar Brandstetter (Leipzig), gedruckt wurde sie bei Gebr. Illert K. B. Klein (Auheim am Main).

#### SchallplattenreiheStimme der Jugend
Von 1934 bis 1938 erschien im Jugendhaus Düsseldorf in loser Folge eine Schallplattenreihe des Deutschen Jungmännerverbandes mit dem Titel Stimme der Jugend (Telefunken GmbH). Das damals neue Medium wurde in der Jugendseelsorge als publizistisches Hilfsmittel, bei Gottesdiensten, Feierstunden und zur Erarbeitung neuen Liedgutes eingesetzt und bot meditative Sprechgesänge, Hörbilder, Lieder und Ansprachen – so mehrfach Reden von Prälat Ludwig Wolker oder die Ansprache Papst Pius’ XI. an die deutsche katholische Jugend, verlesen durch den Kardinalstaatssekretär Eugenio Pacelli, den späteren Papst Pius XII. In der letzten, 1938 erschienenen Staffel von sechs Platten mit 12 neuen und alten Kirchenliedern (einstimmig gesungen mit Orgelbegleitung) wurden überwiegend Lieder aus dem Kirchenlied vorgestellt und dadurch verbreitet.

#### Gotteslob. Kirchengebet und Kirchenlied
1938, 1939 und 1942 brachte der Christophorus-Verlag unter dem Titel Gotteslob in Rot-Schwarz-Druck und rotem Halbleinen-Einband eine kombinierte, aber sonst unveränderte Ausgabe von Kirchengebet (S. 1–67) und der Notenausgabe von Kirchenlied (S. 85–254) heraus, ergänzt um ein Choralamt (1. Choralmesse Lux et origo, 2. Credo und Responsorien, S. 69–84), Liedvorschläge zu bestimmten Anlässen (S. 255–260) und ein Inhaltsverzeichnis mit alphabetischem synoptischem Liedregister, das die Seitenzahlen von Gotteslob und Kirchenlied verglich (S. 261–265). Einführung (S. 1), Geleitwort (S. 86) und Nachwort (S. 253f.) wurden aus den beiden Teilbüchern übernommen. Neben diesem Notenbuch erschien Gotteslob auch als Textbuch (Lieder ohne Noten). Das Imprimatur stammt, wie die Notenausgabe des Kirchenlied und die überarbeitete Fassung des Gebetsheftes Kirchengebet, von Bischof Albert Stohr, datiert auf den 27. Mai 1939.

#### Kirchenlied II
Ein „Kirchenlied II“ (Kirchenlied. Eine Auslese geistlicher Lieder. Zweiter Teil) mit 194 Liedern (Textausgabe: 173 S., Notenausgabe: 224 S.) erschien zwischen 1967 und 1970 in vier Auflagen (Auflagenhöhe: 12.000 bis 25.000 Stück), ebenfalls von Diewald, Lohmann und Thurmair im Christophorus-Verlag Herder herausgegeben. Die kirchliche Druckerlaubnis wurde durch das Erzbischöfliche Ordinariat Freiburg am 13. Februar 1967 erteilt. Julius Kardinal Döpfner, Erzbischof von München und Freising und Vorsitzender der Deutschen Bischofskonferenz, schrieb das Geleitwort. 66 der 194 Lieder stammten von Georg Thurmair, zahlreiche waren wieder von Adolf Lohmann vertont. Kirchenlied II war aber nicht erfolgreich. Thomas Labonté führt dies auf einen geänderten Zeitgeist zurück, außerdem auf die Erwartung des gemeinsamen Gebet- und Gesangbuchs für alle deutschsprachigen Bistümer, das als „Gotteslob“ 1975 erschien.

#### Franziskanische Lieder
Der Franziskaner Pater Waltram Roggisch O.F.M. veröffentlichte 1948 ein 71-seitiges „Beiheft zum Kirchenlied“ mit dem Titel Franziskanische Lieder im Christophorus-Verlag. Es umfasste 31 Lieder mit Noten auf 71 Seiten und erlebte 1953 eine zweite Auflage.

## Kritik
Gegen Kirchenlied erhob sich Kritik aus theologischen und kirchenmusikalischen Gründen. Zum einen war die Tatsache, dass eine größere Zahl Lieder protestantischen Ursprungs aufgenommen wurde, Anlass für Widerspruch, markant vorgetragen unter anderem vom Freiburger Erzbischof Conrad Gröber. Zum anderen war eine deutliche Gegenposition beim Cäcilien-Verband für Deutschland, dem Dachverband der katholischen Kirchenmusik, auszumachen. Der Cäcilienverband propagierte damals den Gregorianischen Choral und die „Altklassische Vokalpolyphonie“ als der Liturgie der Kirche besonders angemessen und berief sich dabei auf die Apostolische Konstitution Divini cultus sanctitatem von Papst Pius XI. vom 20. Dezember 1928. Der Verband lehnte die Jugendmusikbewegung und ihre Einflüsse auf die Kirchenmusik ab und stand auf dem Standpunkt, „jede Musik profaner Natur sei aus den Kirchen zu verbannen“.

### Kirchenliedals „Buch des Widerstands“?
In den neuen Liedern im Kirchenlied aus der Feder Georg Thurmairs fand sich – wie in der zeitgenössischen bündischen katholischen Jugend, den in den Singeschiff-Bänden veröffentlichten neuen Liedern der Jugendverbände und auch in den Ansprachen Ludwigs Wolkers auf den Schallplatten – eine „'heroische', 'männlich-kriegerische' Verhaltensorientierung, die viele Überschneidungen mit den 'soldatischen Tugenden' des Nationalsozialismus hatte“ (Arno Klönne). Nicht zu übersehen sind Vorstellungsverwandtschaften beim „Reichsgedanken“ (Deutsches Reich vs. Gottesreich) oder zwischen Führer und Christkönig in manchen Liedern, Texten und Reden der damaligen kirchlichen Jugendbewegung. Diese Parallelen waren aber zur Entstehungszeit der Texte als Antithesen gemeint.
Ein gewisses Widerstandspotential ist den Liedern nicht abzusprechen: „Das Anders-Sein, das Katholisch-Sein in einem totalitären Staat, in dem der einzelne nur etwas gelten darf, wenn er im Volksganzen aufgeht, ist ein Widerstehen“, so Klönne; in einem solchen Staat überhaupt eine kirchliche „Gegenwelt“ aufzurichten und sich dadurch dem totalitären Anspruch zu entziehen, trägt widerständische Züge.
In dem Thurmairschen „Adventslied“ Der Satan löscht die Lichter aus (Nr. 23) suchen wir einen Weg nach Haus (1. Strophe), während „die Menschen treiben arge List und sinnen viele Lügen“ (2. Str.) und „das Leben ist nicht liebenswert in diesen bösen Zeiten“ (3. Str.). Das Motiv kehrt ähnlich in dem bekannten Thurmair-Lied Wir sind nur Gast auf Erden (Nr. 129) zweifach wieder, pointiert als „Weg zum Vaterhaus“ „mit mancherlei Beschwerden“ in „diesen grauen Gassen“, in denen „niemand bei uns sein“ will. Im „Altenberger Wallfahrtslied“ Nun, Brüder, sind wir frohgemut (Nr. 96) heißt es in Str. 2, gerichtet an Maria: „Wir aber kommen aus der Zeit ganz arm in deine Helle.“ Solche Passagen wurden als Kampfansage an das Nazi-Regime „in verdeckter Schreibweise“ verstanden.
Kritiker wenden ein, dass die Texte auf den Zusammenhalt der christlichen Eigengruppe und eine „innere Emigration“ gegenüber dem Regime zielten, ohne aktiven Widerstand zu leisten oder aktiv anderen Verfolgten im Lande zu Hilfe zu kommen. Hans Maier sagte in einer Rede beim 50. Jubiläum des Christophorus-Verlags 1985: „Einerseits war es ganz gewiß schon ein Stück Widerspruch und Widerstand, wenn in einem Raum eben kein Hitlerbild hing, sondern eine Madonna oder ein Dantevers. [...] Andererseits: der mühsam abgeschirmte, mühsam behauptete Raum privater Freiheit, persönlicher Selbstverfügung – konnte er nicht auch zum réduit einer ohnmächtigen Innerlichkeit werden, zu einem Rückzugsfeld, in dem das sogenannte Gute, die Moral, die Anständigkeit sich weniger erhielt und behauptete als versteckte, um nicht 'draußen' gegen die übermächtige Welt antreten zu müssen?“ Und mit Dietrich Bonhoeffer fragte Maier, ob man nicht erst für die Juden schreien musste, ehe man es wagen durfte, Choral zu singen.

## Rezeption
Labonté weist darauf hin, dass die Kommission, in der 1947 unter Vorsitz von Weihbischof Heinrich Metzroth (Trier) Fachleute aus verschiedenen deutschen Diözesen eine Liste von „Einheitsliedern“ erarbeiteten, nicht nur vorhandene Diözesangesangbücher sichtete, sondern besonders auch die Singepraxis in den Gemeinden erforschte und die Einheitslieder nach der Häufigkeit und Beliebtheit im Gemeindegesang auswählte. Dass sich von 74 Einheitsliedern 40 im Kirchenlied finden (= 52,6 %, 17 Lieder in exakter Übereinstimmung mit Text und Melodie der Kirchenlied-Fassung), ist ein eindeutiger Hinweis auf den Erfolg von Kirchenlied in der deutschen katholischen Kirche in nicht einmal zehn Jahren, zumal während der Kriegszeit.
Möglicherweise hatten viele katholische Soldaten aus allen Teilen Deutschlands Kirchenlied (und Kirchengebet) im Gepäck, als gemeinsame Grundlage für die Gottesdienste während des Krieges. Nach dem Krieg, als Flüchtlinge und Vertriebene in die westdeutschen Bistümer kamen, war das durch das Kirchenlied veröffentlichte gemeinsame Liedgut von Vorteil. Etliche Bistümer gaben neue Gesangbücher heraus, in denen Einheitslieder und nicht selten auch Lieder des Kirchenlied über die Einheitslieder hinaus in großen Anteilen übernommen wurden. Walther Lipphardt sah 1953 eine Wende im kirchlichen deutschen Liedgut: der Anteil von Liedern aus dem 19. Jahrhundert sei deutlich zurückgegangen, dagegen seien evangelisches Liedgut und auch der gregorianische Choral bedeutsamer geworden – alles auch Intentionen der Kirchenlied-Herausgeber.
In das gemeinsame Gebet- und Gesangbuch Gotteslob, das 1975 erschien, wurden 79 der 140 Lieder des Kirchenlied aufgenommen, also 56,4 %, wenn auch bei den meisten Liedern in einer textlich oder musikalisch überarbeiteten Form. Weitere 56 Lieder wurden in einzelne oder mehrere Diözesananhänge des Gotteslob übernommen. In den vorgenommenen Änderungen schlug sich ein – nicht zuletzt durch das II. Vatikanische Konzil – verändertes Gottes- und Menschenbild und ein erneuertes Kirchenverständnis nieder.

## Inhalt
Kirchenlied weist einen hohen Anteil von Liedern auf, die in den zeitgleichen Diözesangesangbüchern nicht enthalten waren, auch wenn es sich um alte Lieder handelte. Labonté kommt bei einem Vergleich der Diözesangebetbücher von Köln (1930), Freiburg (1933) und Mainz (1935) mit Kirchenlied auf Quoten von lediglich 21,4 % (Mainz) bis 36,4 % (Köln) an auch im Kirchenlied enthaltenen Liedern.

### Kategorien von Liedern
Bernhard Bergmann gliedert und benennt den Inhalt des neu erschienenen „schmalen Bändchens“ Kirchenlied in vier Gruppen nach den Epochen der Entstehung:
- I. Alte Erblieder der Väter „als Ausdruck einer uns verwandten Zeit, Ausdruck einer gemeinsamen geistigen, übergeschichtlichen Grundhaltung“ (12. Jahrhundert bis 1699, zahlreiche Lieder von Friedrich von Spee, ferner u. a. von Michael Vehe, Johann Leisentrit, Kaspar Ulenberg und Angelus Silesius)
- II. Lieder des Übergangs, die nach kritischer Sichtung doch übernommenen Lieder des 18. und 19. Jahrhunderts mit „vielen alten Bekannten aus unseren Diözesangesangbüchern“
- III. Einige besonders hochwertige Lieder unserer evangelischen Brüder, von denen Bergmann erwartet: „Diese Lieder werden bald Gemeingut beider großen Bekenntnisse sein, ein starkes, klingendes Band, das heute das ganze gläubige Christenvolk in Deutschland, Katholiken und Protestanten, verbindet“, darunter sieben von Paul Gerhardt.
- IV. Lieder im neuen Ton unserer Zeit (ab 1900, darunter zehn Texte von Herausgeber Georg Thurmair und 13 Melodien von Herausgeber Adolf Lohmann): „Wir können und wollen nicht nur vom Erbe der Väter zehren.“

#### Lieder evangelischen Ursprungs
Beim Einbeziehen evangelischer Lieder war Kirchenlied so erfolgreich, dass heute Lieder wie Lobe den Herren, Macht hoch die Tür oder Wie schön leuchtet der Morgenstern von Katholiken so selbstverständlich gesungen werden, als gehörten sie schon seit Jahrhunderten zur katholischen Tradition. 26 der im Kirchenlied enthaltenen 38 Lieder bzw. Strophen evangelischer Provenienz wurden erstmals in einem verbreiteten katholischen Gesangbuch abgedruckt. Keines der evangelischen Lieder wurde allerdings unverändert übernommen, was Strophenauswahl oder Textfassung betrifft. Martin Luther wird bei den drei von ihm stammenden Liedern bzw. Strophen nicht namentlich genannt, als Quelle ist hier „16. Jahrhundert“ angegeben. Die Aufnahme evangelischer Lieder wurde von manchen Kreisen stark kritisiert; dem gegenüber steht der Satz von Bischof Albert Stohr im Vorwort von Kirchenlied, gerichtet an die Herausgeber: „Dank sei euch, daß ihr mit Liebe gesammelt habt, was uns an gemeinsamem Liedgut verbinden kann zu einem gewaltigen Gottbekenntnis aller Christen in deutschen Landen!“

### Thematische Rubriken
Durch Zwischenüberschriften werden im Kirchenlied jeweils Gruppen von Liedern zusammengefasst. Auf Lob- und Bittlieder folgen von Nr. 21 bis Nr. 85 Lieder entlang des Kirchenjahres, dann Heiligenlieder (Nr. 85–107), Lieder im Tageslauf (Nr. 108–128), Lieder zum Tod und Messlieder.
- Großer Gott, wir loben dich (Nr. 1–7)
- Unsere Zuflucht, Gott, du bist (Nr. 8–20)
- Es kommt der Herr der Herrlichkeit (Nr. 21–29)
- Es ist ein Ros entsprungen (Nr. 30–44)
- Mir nach! spricht Christus (Nr. 45–48)
- O du hochheilig Kreuze (Nr. 49–58)
- Erschienen ist der herrliche Tag (Nr. 59–68)
- O Jesu Christe wahres Licht (Nr. 69–80)
- Kommt her, des Königs Aufgebot (Nr. 81–85)
- Gegrüßet seist du, Maria (Nr. 86–99)
- Ihr Freunde Gottes allzugleich (Nr. 100–107)
- Der Tag ist aufgegangen (Nr. 108–116)
- Mein Gott, wie schön ist deine Welt (Nr. 117–120)
- Mit meinem Gott geh ich zur Ruh (Nr. 121–128)
- Wir sind nur Gast auf Erden (Nr. 129–133)
- Zur Opferfeier (Nr. 134–140)

## Verzeichnis der Lieder
In der folgenden Tabelle sind die Lieder in der von Kirchenlied gebotenen Reihenfolge und Nummerierung verzeichnet. Die meisten Lieder tragen als Überschrift den Liedanfang, zahlreiche Lieder haben aber eine andere Überschrift, die kursiv angegeben ist. In den Inhaltsverzeichnissen sind jeweils nur die Liedanfänge und die Seitenzahl, nicht aber die Liednummern aufgeführt, in vielen Notenausgaben bietet das Inhaltsverzeichnis die Seitenangaben der Text- und der Notenausgabe.
Es wird angegeben, welche Lieder des Kirchenlied in die 1947 von der Deutschen Bischofskonferenz erstellte Liste von 74 „Einheitsliedern“ und eine weitere mit „Einheitsliedern der nordwestdeutschen Diözesen“ aufgenommen wurden, in ausgewählte Diözesangesangbücher der Nachkriegsjahre und schließlich (zum Teil allerdings verändert) in das 1975 erschienene Einheitsgesangbuch Gotteslob.
| Nr.   | Liedanfang Überschrift                                                                    | Kategorien nach Entstehungszeit                                                | Einheitslieder (1947) Aufnahme in Diözesan-Gesangbücher | Nr. im Gotteslob (1975) | Nr. im Gotteslob (2013) |
| ----- | ----------------------------------------------------------------------------------------- | ------------------------------------------------------------------------------ | ------------------------------------------------------- | ----------------------- | ----------------------- |
| 1     | Dein Lob, Herr, ruft der Himmel aus                                                       | I. Alte Erblieder                                                              | e – K 310, OS 259                                       | 263                     | 381                     |
| 2     | Erde, singe                                                                               | II. Lieder des Überganges                                                      | MZ 626                                                  | (19 × D)                | 411                     |
| 3     | Nun lobet Gott im hohen Thron                                                             | I. Alte Erblieder                                                              | E – K 307, FR 328, MZ 485, OS 261                       | 265                     | 393                     |
| 4     | Allein Gott in der Höh sei Ehr                                                            | III. Protestantische Lieder                                                    | K 212, FR 308, MZ 362, OS 41                            | 457                     | 170                     |
| 5     | Lobe den Herren, den mächtigen König der Ehren Lobe den Herren                            | III. Protestantische Lieder *                                                  | E – K 308, FR 329, MZ 486, OS 260                       | 258                     | 392                     |
| 6     | Großer Gott, wir loben dich                                                               | II. Lieder des Überganges                                                      | E – K 305, FR 327, MZ 483, OS 258                       | 257                     | 380                     |
| 7     | Ein Haus voll Glorie schauet Ein Haus voll Glorie                                         | II. Lieder des Überganges                                                      | E – K 314, FR 136, MZ 407, OS 266                       | 639                     | 478                     |
| 8 + 9 | Unsere Zuflucht, Gott, du bist + Vater unser                                              | I. Alte Erblieder (AL: Neufassung)                                             |                                                         |                         |                         |
| 10    | Vater unser, der du bist – Kyrie eleison!                                                 | I. Alte Erblieder                                                              |                                                         |                         |                         |
| 11    | In Gottes Namen fahren wir                                                                | I. Alte Erblieder                                                              | E – K 317, FR 330, MZ 341, OS 267                       | 303                     |                         |
| 12    | Gott der Vater, wohn uns bei Bittfahrerlied                                               | I. Alte Erblieder                                                              | E – K 321, FR 331, MZ 343, OS 269                       | 305                     |                         |
| 13    | O Gott, streck aus dein milde Hand                                                        | I. Alte Erblieder (GT: Neufassung Strophen 2–5)                                | K 318, MZ 349, OS 271                                   | 306                     |                         |
| 14    | Wenn wir in höchsten Nöten sein                                                           | III. Protestantische Lieder *                                                  | OS 274                                                  | (3 × D)                 |                         |
| 15    | Wer nur den lieben Gott läßt walten                                                       | III. Protestantische Lieder *                                                  | K 326, MZ 490                                           | 295                     | 424                     |
| 16    | Was Gott tut, das ist wohlgetan                                                           | III. Protestantische Lieder                                                    | K 325, MZ 627, OS 273                                   | 294                     | 416                     |
| 17    | Wie mein Gott will, bin ich bereit Wie mein Gott will                                     | I. Alte Erblieder (GT?: Neufassung)                                            | E – K 324, MZ 346, FR 333, OS 276                       | (661 Melodie, 12 × D)   |                         |
| 18    | Erhöre, Herr, erhöre mich                                                                 | II. Lieder des Überganges                                                      |                                                         | (8 × D)                 |                         |
| 19    | Wer heimlich seine Wohnestatt im Schutz des Allerhöchsten hat Im Schutz des Allerhöchsten | I. Alte Erblieder                                                              | E – K 327, MZ 345, FR 332, OS 275                       | 291 (Melodie)           | 423 (Melodie)           |
| 20    | Nun danket all und bringet Ehr                                                            | III. Protestantische Lieder *                                                  | E – K 85, MZ 487, FR 278, OS 47                         | 267 (638 Melodie)       | 403 (487 Melodie)       |
| 21    | Aus hartem Weh die Menschheit klagt                                                       | I. Alte Erblieder (GT?: 2. Strophe)                                            | K 121, MZ 269, FR 281, OS 82                            | 109                     |                         |
| 22    | O Heiland, reiß die Himmel auf                                                            | I. Alte Erblieder                                                              | E – K 122, MZ 270, MZ 283, OS 89                        | 105                     | 231                     |
| 23    | Der Satan löscht die Lichter aus Adventsruf                                               | IV. Neue Lieder (GT, Melodie: Heinrich Neuß)                                   |                                                         | (1 × D)                 |                         |
| 24    | Wachet auf, ruft uns die Stimme                                                           | III. Protestantische Lieder *                                                  | K 127, MZ 276, OS 92                                    | 110                     | 554                     |
| 25    | Macht hoch die Tür                                                                        | III. Protestantische Lieder *                                                  | K 126, MZ 277, OS 88                                    | 107                     | 218                     |
| 26    | Macht weit die Pforten in der Welt                                                        | IV. Neue Lieder (AL)                                                           | K 253, MZ 399                                           | (19 × D)                | 360                     |
| 27    | Gott, heil’ger Schöpfer aller Stern                                                       | I. Alte Erblieder                                                              | E – K 119, MZ 272, FR 282, OS 81                        | 116                     | 230                     |
| 28    | "Ave Maria, gratia plena" Ave Maria, gratia plena                                         | I. Alte Erblieder                                                              | K 131, MZ 279, OS 83                                    | 580                     | 537                     |
| 29    | Und Unser lieben Frauen, der traumete ein Traum Unser Lieben Frauen Traum                 | I. Alte Erblieder                                                              |                                                         | (2 × D)                 |                         |
| 30    | Uns kommt ein Schiff gefahren                                                             | I. Alte Erblieder                                                              | K 134, OS 108                                           | 114                     | 236                     |
| 31    | Es ist ein Ros entsprungen                                                                | I. Alte Erblieder                                                              | E – K 143, MZ 293, FR 114, 97                           | 132                     | 243                     |
| 32    | In dulci jubilo                                                                           | I. Alte Erblieder                                                              | E – K 145, MZ 290, FR 287, OS 103                       | 142                     | 253                     |
| 33    | Singen wir mit Fröhlichkeit                                                               | I. Alte Erblieder                                                              | OS 107                                                  | 135                     |                         |
| 34    | Der Tag, der ist so freudenreich                                                          | I. Alte Erblieder                                                              | K 144, MZ 144, FR 110, OS 96                            | (1 × D)                 |                         |
| 35    | Es kam ein Engel hell und klar                                                            | I. Alte Erblieder (1. Strophe) III. Protestantische Lieder (2.–6. Strophe)     | E – K 138, MZ 287, FR 285, OS 98                        | 138                     | 237                     |
| 36    | Als ich bei meinen Schafen wacht                                                          | I. Alte Erblieder                                                              | K 139, OS 94                                            |                         | 246                     |
| 37    | Vom Himmel hoch, o Engel, kommt                                                           | I. Alte Erblieder                                                              | K 152, FR 123                                           | (1 × D)                 |                         |
| 38    | Laßt uns das Kindlein wiegen                                                              | I. Alte Erblieder                                                              | e – K 142, MZ 283, FR 118, OS 101                       |                         |                         |
| 39    | Zu Bethlehem geboren                                                                      | I. Alte Erblieder                                                              | E – K 142, MZ 280, FR 289, OS 109                       | 140                     | 239                     |
| 40    | Ein Kind geboren zu Betlehem                                                              | I. Alte Erblieder                                                              | MZ 282                                                  | 146                     |                         |
| 41    | Gelobet seist du, Jesu Christ                                                             | III. Protestantische Lieder                                                    | E – K 146, MZ 284, FR 286, OS 93                        | 130                     | 252                     |
| 42    | Lobt Gott, ihr Christen allzugleich                                                       | III. Protestantische Lieder                                                    | K 148, MZ 292                                           | 134                     | 247                     |
| 43    | Lob erschallt aus Hirtenmunde                                                             | I. Alte Erblieder                                                              |                                                         | (1 × D)                 |                         |
| 44    | Wie schön leucht’ uns der Morgenstern                                                     | III. Protestantische Lieder *                                                  | e – K 161, MZ 302, OS 198                               | 554                     | 357                     |
| 45    | Mir nach! spricht Christus, unser Held Mir nach! spricht Christus                         | I. Alte Erblieder                                                              | e – K 252, MZ 391                                       | 616                     | 461                     |
| 46    | Tu auf, tu auf, du schönes Blut Tu auf, tu auf                                            | I. Alte Erblieder                                                              | E – K 165, MZ 305, FR 291, OS 119                       | (7 × D)                 |                         |
| 47    | Komm, Sünder, komm, ich wart auf dich Komm, Sünder, komm                                  | IV. Neue Lieder                                                                |                                                         |                         |                         |
| 48    | O Herr, aus tiefer Klage Büßerlied                                                        | IV. Neue Lieder (GT, AL)                                                       |                                                         | 169                     | 271                     |
| 49    | Es sungen drei Engel                                                                      | I. Alte Erblieder                                                              |                                                         | 186                     |                         |
| 50    | Beim letzten Abendmahle                                                                   | II. Lieder des Überganges                                                      | K 174, MZ 377, FR 34, OS 173                            | 537                     | 282                     |
| 51    | Bei stiller Nacht                                                                         | I. Alte Erblieder                                                              | K 175, MZ 310, FR 150, OS 131                           | (2 × D)                 |                         |
| 52    | Herzliebster Jesu, was hast du verbrochen                                                 | III. Protestantische Lieder *                                                  |                                                         | 180                     | 290                     |
| 53    | Seht nur an die zwei Herzen Jesu Abschied                                                 | IV. Neue Lieder (AL)                                                           |                                                         |                         |                         |
| 54    | O Haupt voll Blut und Wunden                                                              | III. Protestantische Lieder                                                    | E – K 177, MZ 316, FR 292, OS 127                       | 179                     | 289                     |
| 55    | Da Jesus an dem Kreuze stund                                                              | I. Alte Erblieder                                                              | K 181, MZ 315, FR 293, OS 133                           | 187                     |                         |
| 56    | O du hochheilig Kreuze                                                                    | I. Alte Erblieder                                                              | E – K 180, MZ 321, FR 295, OS 137                       | 182                     | 294                     |
| 57    | Christi Mutter stand mit Schmerzen                                                        | II. Lieder des Überganges                                                      | K 185, MZ 443, FR 294, OS 132                           | 584                     | 532                     |
| 58    | O Traurigkeit, o Herzeleid Grablegung                                                     | I. Alte Erblieder                                                              | E – K 184, MZ 319, FR 296, OS 140                       | 188                     | 295                     |
| 59    | Christ ist erstanden                                                                      | I. Alte Erblieder                                                              | K 186, MZ 323, FR 297, OS 144                           | 213                     | 318                     |
| 60    | Gelobt sei Gott im höchsten Thron Osterjubel                                              | III. Protestantische Lieder *                                                  | K 292, MZ 327                                           | 218                     | 328                     |
| 61    | Ist das der Leib, Herr Jesus Christ Verklärung                                            | I. Alte Erblieder                                                              | e – K 192, MZ 328, FR 175, OS 148                       | (18 × D)                | 33                      |
| 62    | Laßt uns erfreuen herzlich sehr Unser Lieben Frauen Osterfreude                           | I. Alte Erblieder                                                              | E – K 199, MZ 422, FR 300, OS 149                       | 585                     | 533                     |
| 63    | Freu dich, du Himmelskönigin                                                              | I. Alte Erblieder                                                              | E – K 200, MZ 451, FR 301, OS 146                       | 576                     | 525                     |
| 64    | Erschienen ist der herrliche Tag                                                          | III. Protestantische Lieder *                                                  | MZ 325                                                  | 225                     |                         |
| 65    | Christ fuhr gen Himmel                                                                    | I. Alte Erblieder                                                              | K 201, MZ 335, FR 303, OS 154                           | 228                     | 319                     |
| 66    | Gen Himmel aufgefahren ist Christi Himmelfahrt                                            | I. Alte Erblieder                                                              |                                                         | 230                     |                         |
| 67    | Nun bitten wir den Heiligen Geist                                                         | I. Alte Erblieder                                                              | E – K 208, MZ 355, FR 306, OS 162                       | 248                     | 348                     |
| 68    | Komm, Heil’ger Geist, o Schöpfer du Komm, Heil’ger Geist                                  | I. Alte Erblieder                                                              | E – K 204, MZ 353, FR 304                               | 241                     | 342                     |
| 69    | O Jesu Christe, wahres Licht                                                              | III. Protestantische Lieder *                                                  | MZ 395, OS 278                                          | 643                     | 485                     |
| 70    | Liebster Jesu, wir sind hier                                                              | III. Protestantische Lieder *                                                  | K 240, MZ 396, OS 74                                    | 520                     | 149                     |
| 71    | Schönster Herr Jesu                                                                       | I. Alte Erblieder                                                              | E – K 237, MZ 379, FR 314, OS 190                       | 551                     | 364                     |
| 72    | O süßester der Namen all Jesu Namen                                                       | II. Lieder des Überganges                                                      | e – K 155, FR 135, OS 113                               |                         |                         |
| 73    | Morgenstern der finstern Nacht                                                            | I. Alte Erblieder                                                              | e – K 160, MZ 301, OS 197                               | 555                     | 372                     |
| 74    | Ich will dich lieben, meine Stärke                                                        | I. Alte Erblieder                                                              | E – K 238, MZ 394, FR 315, OS 192                       | 558                     | 358                     |
| 75    | Laßt uns: Heilig, heilig! singen                                                          | II. Lieder des Überganges                                                      | MZ 371, OS 175 (Melodie)                                | (14 × D)                |                         |
| 76    | Das Heil der Welt                                                                         | I. Alte Erblieder                                                              | K 222, FR 226, OS 174                                   | 547                     | 498                     |
| 77    | Gott sei gelobet und gebenedeiet                                                          | I. Alte Erblieder (1. Strophe) III. Protestantische Lieder (2. und 3. Strophe) | E – K 230, MZ 375, FR 311, OS 176                       | 494                     | 215                     |
| 78    | Im Frieden dein                                                                           | III. Protestantische Lieder *                                                  | e – K 92, MZ 400, OS 70                                 | 473                     | 216                     |
| 79    | Herz Jesu, Gottes Opferbrand                                                              | IV. Neue Lieder (AL)                                                           | e – K 249, MZ 403                                       | (18 × D)                | 371                     |
| 80    | O Herz des Königs aller Welt                                                              | III. Protestantische Lieder                                                    | E – K 248, MZ 404, FR 316, OS 202                       | 549                     | 369                     |
| 81    | Kommt her, des Königs Aufgebot                                                            | IV. Neue Lieder (AL)                                                           | MZ 398                                                  |                         |                         |
| 82    | Uns rufet die Stunde, uns dränget die Zeit Uns rufet die Stunde                           | IV. Neue Lieder (AL)                                                           |                                                         |                         |                         |
| 83    | Das Banner ist dem Herrn geweiht                                                          | IV. Neue Lieder (GT, AL)                                                       |                                                         |                         |                         |
| 84    | Nun stehet alle Mann für Mann Gottesstreiter                                              | IV. Neue Lieder (GT, AL)                                                       |                                                         |                         |                         |
| 85    | Zieh an die Macht, du Arm des Herrn                                                       | III. Protestantische Lieder *                                                  | K 322, MZ 393, OS 277                                   | 304                     | 347 (Melodie)           |
| 86    | Gegrüßet seist du, Maria                                                                  | I. Alte Erblieder (AL: Neufassung)                                             |                                                         |                         |                         |
| 87    | Ave Maria klare                                                                           | I. Alte Erblieder                                                              | K 255, MZ 408, FR 104, OS 222                           | 581                     |                         |
| 88    | Ave Maria zart                                                                            | I. Alte Erblieder                                                              | K 261, MZ 410, FR 320, OS 223                           | 583                     | 527                     |
| 89    | Ein schöne Ros im heil’gen Land Ein schöne Ros                                            | II. Lieder des Überganges                                                      | OS 209                                                  | (6 × D)                 |                         |
| 90    | Es blühn drei Rosen auf einem Zweig                                                       | II. Lieder des Überganges                                                      |                                                         | (5 × D)                 |                         |
| 91    | Sagt an, wer ist doch diese Maria                                                         | I. Alte Erblieder                                                              | E – K 268, MZ 421, Fr 322, OS 217                       | 588                     | 531                     |
| 92    | Wunderschön prächtige                                                                     | II. Lieder des Überganges                                                      | K 271a, MZ 419, FR 211, OS 219                          | (20 × D)                |                         |
| 93    | Die schönste von allen                                                                    | IV. Neue Lieder                                                                | MZ 423                                                  | (14 × D)                |                         |
| 94    | Maria ist ein lichter Stern                                                               | I. Alte Erblieder                                                              |                                                         |                         |                         |
| 95    | Meerstern, ich dich grüße                                                                 | II. Lieder des Überganges                                                      | MZ 456, OS 214                                          | (18 × D)                | 524                     |
| 96    | Nun, Brüder, sind wir frohgemut                                                           | IV. Neue Lieder (GT, AL)                                                       |                                                         | (15 × D)                |                         |
| 97    | Maria, breit den Mantel aus                                                               | I. Alte Erblieder                                                              | e – K 276a, MZ 426, FR 198, OS 211                      | 595                     | 534                     |
| 98    | Mein Zuflucht alleine                                                                     | I. Alte Erblieder                                                              | E – K 275, MZ 428, FR 323, OS 215                       | (5 × D)                 |                         |
| 99    | O Königin, mildreiche Frau                                                                | I. Alte Erblieder                                                              | K 280, MZ 424                                           |                         |                         |
| 100   | Herr Gott, dich loben alle wir Gottes Engel                                               | III. Protestantische Lieder                                                    | MZ 460                                                  |                         |                         |
| 101   | Unüberwindlich starker Held Sankt Michael                                                 | I. Alte Erblieder                                                              | E – K 282, MZ 457, FR 325, OS 237                       | 606                     |                         |
| 102   | Das Flammenschwert in Händen                                                              | IV. Neue Lieder                                                                |                                                         |                         |                         |
| 103   | Ihr Freunde Gottes allzugleich                                                            | I. Alte Erblieder                                                              | E – K 303, MZ 461, FR 326, OS 239                       | 608                     | 542                     |
| 104   | Laßt uns Sankt Peter rufen an Sankt Peter                                                 | I. Alte Erblieder                                                              | e – K 290, MZ 465, OS 247                               | (1 × D)                 |                         |
| 105   | Wir stehn im Kampfe und im Streit Sankt Georg                                             | IV. Neue Lieder (GT, AL)                                                       |                                                         |                         |                         |
| 106   | Nun laßt uns alle loben Sankt Bonifatium Sankt Bonifatius                                 | I. Alte Erblieder                                                              | e – K 293, OS 248                                       | (3 × D)                 |                         |
| 107   | Sankt Anna, Mutter groß Sankt Anna                                                        | I. Alte Erblieder                                                              | e – K 299, OS 254                                       | (1 × D)                 |                         |
| 108   | O du mein Gott, mein starker Gott In der Frühe                                            | I. Alte Erblieder                                                              | <                                                       |                         |                         |
| 109   | Morgenglanz der Ewigkeit                                                                  | III. Protestantische Lieder *                                                  |                                                         | 668                     | 84                      |
| 110   | Die güldne Sonne voll Freud und Wonne Die güldne Sonne                                    | III. Protestantische Lieder *                                                  |                                                         | (4 × D)                 |                         |
| 111   | Die helle Sonn leucht’ jetzt herfür                                                       | III. Protestantische Lieder *                                                  |                                                         | 667                     |                         |
| 112   | Die güldene Sonne bringt Leben und Wonne Morgenlicht                                      | III. Protestantische Lieder *                                                  |                                                         | (7 × D)                 |                         |
| 113   | Der Tag ist aufgegangen                                                                   | II. Lieder des Überganges (AL: Neufassung)                                     |                                                         | (18 × D)                |                         |
| 114   | Aus meines Herzens Grunde Morgengebet                                                     | I. Alte Erblieder                                                              | K 68, MZ 480, FR 266, OS 2                              | 669                     | 86                      |
| 115   | Lobet den Herren alle, die ihn ehren Morgenlob                                            | III. Protestantische Lieder *                                                  | MZ 625                                                  | 671                     | 81                      |
| 116   | Wir loben dich, Herr Jesus Christ Morgenlied                                              | IV. Neue Lieder (GT, AL)                                                       |                                                         |                         |                         |
| 117   | Geh aus, mein Herz, und suche Freud Geh aus, mein Herz                                    | III. Protestantische Lieder *                                                  |                                                         | (3 × D)                 |                         |
| 118   | Mein Gott, wie schön ist deine Welt                                                       | IV. Neue Lieder (GT, Melodie: Heinrich Neuß)                                   |                                                         | (2 × D)                 |                         |
| 119   | Himmelsau, licht und blau                                                                 | II. Lieder des Überganges                                                      | K 227                                                   | (2 × D)                 |                         |
| 120   | Das Feld ist weiß, die Ähren all sich neigen Erntedank                                    | III. Protestantische Lieder *                                                  |                                                         |                         |                         |
| 121   | Das Tagwerk nun vollendet ist                                                             | I. Alte Erblieder                                                              | OS 5                                                    | (4 × D)                 |                         |
| 122   | Gnädigster Erbarmer Nach des Tages Lauf                                                   | III. Protestantische Lieder                                                    |                                                         | (5 × D)                 |                         |
| 123   | Hinunter ist der Sonne Schein                                                             | III. Protestantische Lieder *                                                  |                                                         | 705                     |                         |
| 124   | Der lieben Sonne Licht und Pracht In Jesu Namen: Gute Nacht!                              | III. Protestantische Lieder *                                                  |                                                         | (3 × D)                 |                         |
| 125   | Nun ruhen alle Wälder                                                                     | III. Protestantische Lieder *                                                  |                                                         | (1 × D)                 | 101                     |
| 126   | Mit meinem Gott geh ich zur Ruh                                                           | III. Protestantische Lieder *                                                  |                                                         | (3 × D)                 |                         |
| 127   | In dieser Nacht sei du mir Schirm und Wacht In dieser Nacht                               | II. Lieder des Überganges                                                      | E – K 70, MZ 481, FR 279, OS 6                          | 703                     | 91                      |
| 128   | Wir bitten dich, Herr Jesus Christ Abendlied                                              | IV. Neue Lieder (GT, AL)                                                       |                                                         | (2 × D)                 |                         |
| 129   | Wir sind nur Gast auf Erden                                                               | IV. Neue Lieder (GT, AL)                                                       | K 339, MZ 628, FR 342, OS 286                           | 656                     | 505                     |
| 130   | Ach wie flüchtig, ach wie nichtig                                                         | III. Protestantische Lieder *                                                  |                                                         | 657                     |                         |
| 131   | Mitten in dem Leben sind wir vom Tod umfangen Mitten in dem Leben                         | I. Alte Erblieder                                                              | E – K 333, MZ 497, FR 334, OS 279                       | 654                     | 503                     |
| 132   | Wenn mein Stündlein vorhanden ist                                                         | III. Protestantische Lieder                                                    |                                                         | 658                     |                         |
| 133   | O Ewigkeit                                                                                | I. Alte Erblieder                                                              | FR 84                                                   |                         |                         |
| 134   | Zu dir, o Gott, erheben wir Zum Eingang                                                   | II. Lieder des Überganges                                                      | E – K 73, MZ 108, FR 267, OS 33                         | 462                     | 142                     |
| 135   | Gott in der Höh sei Preis und Ehr Zum Gloria                                              | II. Lieder des Überganges                                                      | E – K 74, MZ 101, FR 268, OS 34                         | 464                     | 172                     |
| 136   | Du hast, o Herr, dein Leben Zur Opfervorbereitung                                         | II. Lieder des Überganges                                                      | E – K 75, MZ 108, FR 269, OS35                          | 468 (Melodie)           | 185                     |
| 137   | Laßt uns erheben Herz und Stimm Zum Sanktus                                               | II. Lieder des Überganges                                                      | E – K 76, MZ 101,11, FR 270, OS 36                      | 469 (Melodie)           | 199 (Melodie)           |
| 138   | O du Lamm Gottes unschuldig Zum Agnus Dei                                                 | III. Protestantische Lieder                                                    | E – K 77, MZ 101,13, FR 271, OS 37                      | 470                     | 203                     |
| 139   | O Jesu, all mein Leben bist du Zum Opfermahl                                              | II. Lieder des Überganges (GT?: Zudichtung Strophe 2)                          | E – K 78, MZ 108,14, FR 40, OS 38                       | 472                     | 377                     |
| 140   | Dein Gnad, dein Macht und Herrlichkeit Zur Entlassung                                     | II. Lieder des Überganges                                                      | K 79, MZ 108,16, FR 272, OS 39                          | (19 × D)                |                         |